# عبد الهادي طاهر
عبد الهادي طاهر (1930-2013)، كان مسؤول تنفيذي في مجال النفط في المملكة العربية السعودية، وكاتبًا وفاعل خير. وهو المدير العام السابق لوزارة الطاقة في السعودية.

## حياته وتعليمه
وُلد عبد الهادي طاهر في المدينة المنورة في عام 1930 لعائلة ذات دخل محدود وحصل على دكتوراه في إدارة الأعمال من كلية هاس للأعمال في جامعة كاليفورنيا في عام 1964. تُوفي عبد الهادي في عام 2013.

## مسيرته
وُصف طاهر بأنه «واحد من أقوى الشخصيات» في المملكة العربية السعودية. لقد أمضى حياته المهنية في القطاعين العام والخاص. شغل منصب المُدير العام لـ وزارة الطاقة السعودية، وهي شركة مملوكة للحكومة تقوم بتطوير الصناعات البترولية والبتروكيماوية والمعدنية في الشرق الأوسط. وهو أيضًا مؤسس مجموعة طاهر، وهي مجموعة من الشركات التي تركز على البناء والهندسة والتجارة والمشاريع العقارية في المملكة العربية السعودية. عدد المُوظفين في مجموعة طاهر أكثر من 2500 موظف يعملون في جميع أنحاء المنطقة العربية. شغل طاهر منصب عضو مجلس إدارة أرامكو السعودية وكمدير ومُدير عام مؤسس لشركة بترومين.
كان طاهر أحد المُساهمين الرئيسيين في شركة غولف أويل وهي شركة النفط مُتعددة الجنسيات، إلى جانب مجموعة هندوجا.
وحاضر عبد الهادي طاهر في كلية إدارة الأعمال في جامعة الملك سعود في الرياض.
وتم منحه وسام فارس تايلاند من قبل بوميبول أدولياديج في عام 1980.
في عام 2002، أسس طاهر كرسيًا هاديًا في الجامعة الأمريكية بالقاهرة. يقع كرسي عبد الهادي طاهر داخل قسم التاريخ بالجامعة الأمريكية. الكرسي مكرس للدراسة الأكاديمية للتاريخ والنظرية الدينية المُقارنة.

## عائلته
لديه ابن اسمه طارق.

## الأعمال المنشورة
قام طاهر بتأليف أو شارك في تأليف أربعة كتب.

### دراسات
- (2013) «الطاقة، نظرة مستقبلية عالمية: قضية التعاون الدولي الفعال». أوكسفورد: مطبعة بيرغامون.
- (2011). «استراتيجيات البترول والغاز والتنمية في المملكة العربية السعودية: تحديد الدخل في صناعة النفط الدولية». لندن: كتب الساقي.
- (2008). «تحديد الدخل في صناعة البترول الدولية». لندن: كتب الساقي.

### شارك بتأليفها
- (2013). شارك في تأليفه مع مايكل ماثيوس. «العربية السعودية للهيدروكربونات والشؤون العالمية». لندن: كتب الساقي.